# Serrat de Puialafont
El Serrat de Puialafont és una serra situada al municipi de Baix Pallars a la comarca del Pallars Sobirà, amb una elevació màxima de 2.127 metres.